# اوزه‌بیو

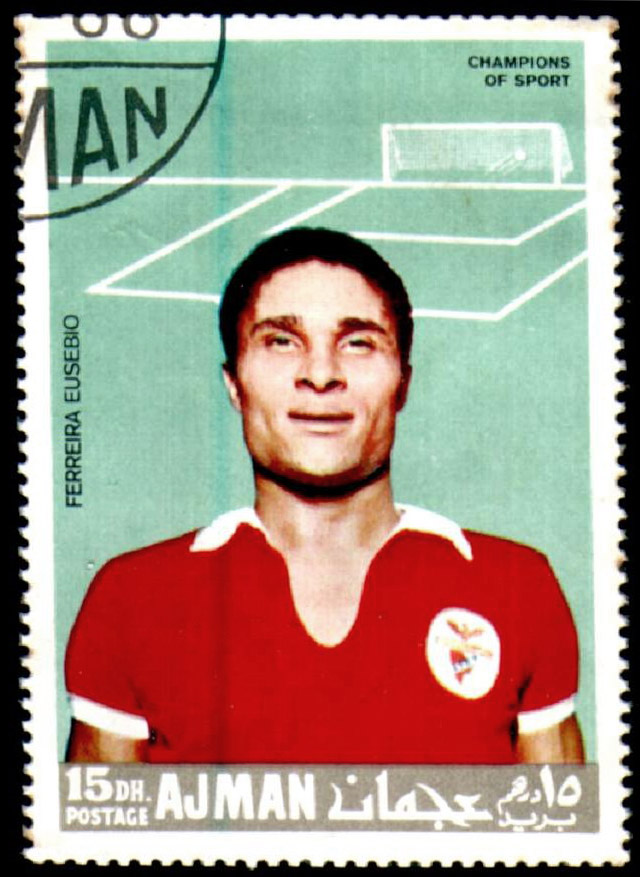
تمبر یادبود اوزه‌بیو سال ۱۹۶۸

اوزه‌بیو داسیلوا فریرا (به پرتغالی: Eusébio da Silva Ferreira) (زاده ۲۵ ژانویه ۱۹۴۲ – درگذشته ۵ ژانویه ۲۰۱۴) مهاجم سابق تیم ملی فوتبال پرتغال بود. از وی به عنوان یکی از بهترین بازیکن‌ های تاریخ فوتبال نام برده می‌شود. اوزه‌بیو اولین برنده پرتغالی توپ طلای اروپا و آقای گل جام جهانی ۱۹۶۶ لندن بود.

## ابتدای زندگی
اوزه‌بیو داسیلوا فریرا در تاریخ ۲۵ ژانویه سال ۱۹۴۲ در لورنزو مارکز موزامبیک به دنیا آمد.
اوزه بیو فوتبال را در ۱۵ سالگی در باشگاه اسپورتینگ لورنزو مارکز، شعبه‌ای از باشگاه اسپورتینگ لیسبون پرتغال آغاز کرد. بنفیکا، بزرگ‌ترین رقیب تیم لیسبونی، اوزه‌بیو را پس از ورودش به اروپا به خدمت خود درآورد. کاشف او و بزرگ‌ترین حامی‌اش نیز مربی آن زمان بنفیکا، بلا گاتمن بود.

## بنفیکا
اوزه‌بیو (با لقب مروارید سیاه و نیز پلنگ سیاه) با تیم بنفیکا سه بار قهرمان باشگاه‌ها و پنج بار قهرمان جام حذفی پرتغال و در سال ۱۹۶۲ با غلبه بر رئال مادرید قهرمان لیگ قهرمانان اروپا شد. در برابر رئال که به پیروزی ۵ بر ۳ بنفیکا انجامید، اوزه‌بیو دو گل تیمش را به ثمر رساند.
وی در سال‌های ۱۹۶۴، ۱۹۶۸، ۱۹۷۰ و ۱۹۷۳ آقای گل لیگ پرتغال شد و در سال ۱۹۶۸ با ۴۲ گل زده، اولین کفش طلا را به عنوان برترین گلزن لیگ‌های اروپایی تصاحب کرد و این شاهکار را در سال ۱۹۷۳ نیز با ۴۰ گل زده تکرار کرد. وی در ۳۰۱ باری که برای بنفیکا به میدان رفت، ۳۱۷ گل زد و ۴۱ گل نیز در ۶۴ بار حضورش در تیم ملی پرتغال به ثمر رساند.

## آقای گل جام جهانی ۱۹۶۶
اوزه‌بیو در جام جهانی ۱۹۶۶ با ۹ گل زده، آقای گل جام جهانی انگلیس شد. او با شوت‌های فوق‌العاده، دریبل‌های عالی و سرعتی بسیار بالا به یکی از پدیده‌های استثنایی تورنمنت تبدیل شد و تیم ملی پرتغال را به مقام سوم جام رساند.
از او در آفریقا به عنوان یکی از اولین ستاره‌های جهانی فوتبال این قاره تجلیل شد. دیدار مرحله یک چهارم نهایی جام جهانی در مقابل تیم شگفتی آفرین کره شمالی که پیش از آن ایتالیا را حذف کرده بود، فراموش نشدنی است. در این بازی پرتغال با سه گل از حریف عقب بود، هم تیمی‌های اوزه‌بیو شکست را پذیرفته بودند که اوزه‌بیو همه چیز را عوض کرد. او چهار گل زد و یک گل نیز ساخت تا در نهایت پرتغال با نتیجه ۵ بر ۳ پیروز میدان شود.
او در سال ۱۹۷۰ به عنوان اولین بازیکن فوتبال جایزه مرد سال اروپا را دریافت کرده و در سال ۱۹۷۳ نیز این افتخار را تکرار کرد.

## انتقال به آمریکای شمالی
اوزه‌بیو در سال ۱۹۷۵ اروپا را ترک کرد و به تیم بوستون مینتمن در لیگ فوتبال آمریکای شمالی پیوست. تنها بعد از هفت بازی و زدن دو گل، به تیم مکزیکی سی.اف. مونتری منتقل شد. در اینجا هم مدت زیادی نماند و در سال ۱۹۷۶ به لیگ آمریکای شمالی برگشت و به عضویت تیم تورونتو متروس-کرواتیا درآمد. 
برای این تیم کانادایی ۱۸ گل در ۲۵ بازی زد و قهرمانی آمریکای شمالی را به دست آورد. پس از این فصل به تیم بیرا مار پرتغال رفت و یک بار دیگر به آمریکای شمالی و تیم لاس وگاس کوئیک سیلور رفت. این تیم را هم بعد از ۱۷ بازی و زدن ۲ گل ترک کرد. یک ماه در تیم تومار پرتغال بازی کرد و یک مرتبه دیگر به آمریکا رفت و در تیم دسته دومی نیوجرسی آمریکن بازی کرد.

## بازگشت به بنفیکا به عنوان مربی
اوزه‌بیو در سال ۱۹۸۰ به پرتغال برگشت و مربی تیم جوانان بنفیکا شد. در سال ۱۹۸۷ کمک مربی تیم بزرگسالان شد و با این تیم درسال‌های ۱۹۸۸ و ۱۹۹۰ به فینال جام باشگاه‌های اروپا رسید. در هر دو بازی اما، بنفیکا مغلوب و نایب قهرمان شد.
از سال ۱۹۹۲ اوزه‌بیو به عنوان مشاور برای بنفیکا و نیز برای فوتبال پرتغال فعالیت می‌کرد. او بازیکن فوتبالی بود که در پرتغال و نیز خارج از مرزهای این کشور محبوب فوتبال‌دوستان بود.

## درگذشت

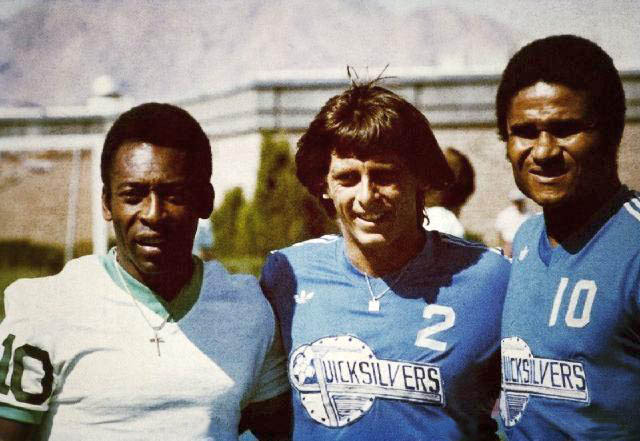
از راست:اوزه‌بیو، برایان جوی، پله

خبرگزاری پرتغالی «لوسا» با انتشار خبر مرگ آقای گل جام جهانی ۱۹۶۶ در ساعت ۳:۳۰ بامداد، ایست قلبی را دلیل مرگ «پلنگ سیاه» اعلام کرده‌است. وی بر اثر مشکلات تنفسی و قلبی صبح روز یکشنبه ۵ ژانویه ۲۰۱۴ در سن ۷۱ سالگی در شهر لیسبون در گذشت.

## افتخارات
- مرد سال فوتبال پرتغال در سال‌های ۱۹۷۰ و ۱۹۷۳
- بازیکن سال اروپا و برنده توپ طلای اروپا در سال ۱۹۶۵
- قهرمانی جام در جام اروپا را در پایان فصل ۶۲–۱۹۶۱
- ۵ قهرمانی در جام حذفی پرتغال با بنفیکا
- ۱۰ قهرمانی در لیگ پرتغال با بنفیکا